# راپولا
راپولا (به ایتالیایی: Rapolla) یک کومونه در ایتالیا است که در استان پوتنزا واقع شده‌است. راپولا ۲۹ کیلومتر مربع مساحت و ۴٬۶۵۴ نفر جمعیت دارد و ۴۴۷ متر بالاتر از سطح دریا واقع شده‌است.